# Aleksandr Koczetkow
Aleksandr Pietrowicz Koczetkow, ros. Александр Петрович Кочетков (ur. 28 października 1933 w Moskwie; zm. 1 lipca 2015 tamże) – rosyjski piłkarz, grający na pozycji napastnika, trener piłkarski.

## Kariera piłkarska
Wychowanek Spartaka Moskwa. W 1957 rozpoczął karierę piłkarską w wojskowym zespole SKWO Chabarowsk, który potem zmienił nazwę na SKA. W 1961 przeszedł do Łucza Władywostok, w którym zakończył karierę piłkarza w roku 1963.

## Kariera trenerska
Jeszcze będąc piłkarzem rozpoczął pracę szkoleniowca. W latach 1961–1963 łączył funkcje piłkarskie i trenerskie w klubie Łucz Władywostok. Potem do 1969 pracował sztabie szkoleniowym klubu z Władywostoku na różnych stanowiskach - starszego trenera, asystenta oraz dyrektora technicznego. W 1970 prowadził Chimik Dzierżyńsk, a od 1971 do 1972 Amur Błagowieszczeńsk. W latach 1974–1975 razem z Piotrem Szubinym kierowali Ałgą Frunze. W 1976 został mianowany na stanowisko starszego trenera Paxtakoru Taszkent, którym kierował do 1977. Potem pracował jako dyrektor Szkoły Sportowej Spartaka Moskwa. 18 lipca 1981 stał na czele Spartaka Ordżonikidze, w którym pracował do 1982. W 1983 dołączył do sztabu szkoleniowego Kubania Krasnodar, którym kierował do lipca 1985. Od lutego 1989 do 14 lipca 1990 trenował Sokoł Saratów.
1 lipca 2015 zmarł po ciężkiej chorobie w Moskwie w wieku 81 lat.

## Sukcesy i odznaczenia

### Sukcesy trenerskie
Łucz Władywostok
- mistrz Klasy B ZSRR: 1965

Amur Błagowieszczeńsk
- mistrz strefy 7 Wtoroj Ligi ZSRR: 1972

Paxtakor Taszkent
- mistrz Pierwoj Ligi ZSRR: 1977

ASokoł Saratów
- wicemistrz strefy 1 Wtoroj Ligi ZSRR: 1989

### Odznaczenia
- tytuł Zasłużonego Trenera Rosyjskiej FSRR i Uzbeckiej SRR